# برنتوكسيماب فيدوتين
برنتوكسيماب فيدوتين هو جسم مضاد وحيد النسيلة يستخدم في علاج الأورام اللمفاوية للخلايا الكبيرة المتحولة ولمفومة هودجكين. إدارة الأغذية والأدوية منحته موافقة معجلة للإستخدامين في 19 آب 2011، وسوق تحت اسم تجاري هو: أدسيتريس (Adcetris).
برنتوكسيماب فيدوتين حصل على ترخيص تسويق من وكالة الأدوية الأوروبية في تشرين الأول 2012.